# Ataque ao campo de refugiados de Al-Mawasi em Maio de 2024
Em 28 de maio de 2024, os serviços de emergência de Gaza relataram que quatro projéteis de artilharia de tanque atingiram um acampamento de tendas na zona humanitária de Al-Mawasi, a oeste de Rafah, atingindo um grupo de tendas e causando a morte de pelo menos 21 pessoas, incluindo pelo menos 12 mulheres, além de 64 feridos, dos quais 10 em estado crítico. O ataque ocorreu em uma área designada por Israel como uma zona humanitária ampliada, após a Ofensiva em Rafah [en], que resultou no deslocamento em massa de civis palestinos para acampamentos de tendas fora da cidade.
O ataque ocorreu dois dias após o ataque de 26 de maio em um campo de refugiados da UNRWA no bairro de Tel al-Sultan [en], que matou entre 45 e 50 civis, e quatro dias após uma ordem juridicamente vinculativa da Corte Internacional de Justiça para que Israel interrompesse imediatamente sua ofensiva em Rafah devido ao risco para civis.
As Forças de Defesa de Israel negaram ter atacado a área em 28 de maio. O jornal The New York Times publicou um vídeo mostrando as consequências do ataque em Al-Mawasi.

## Contexto

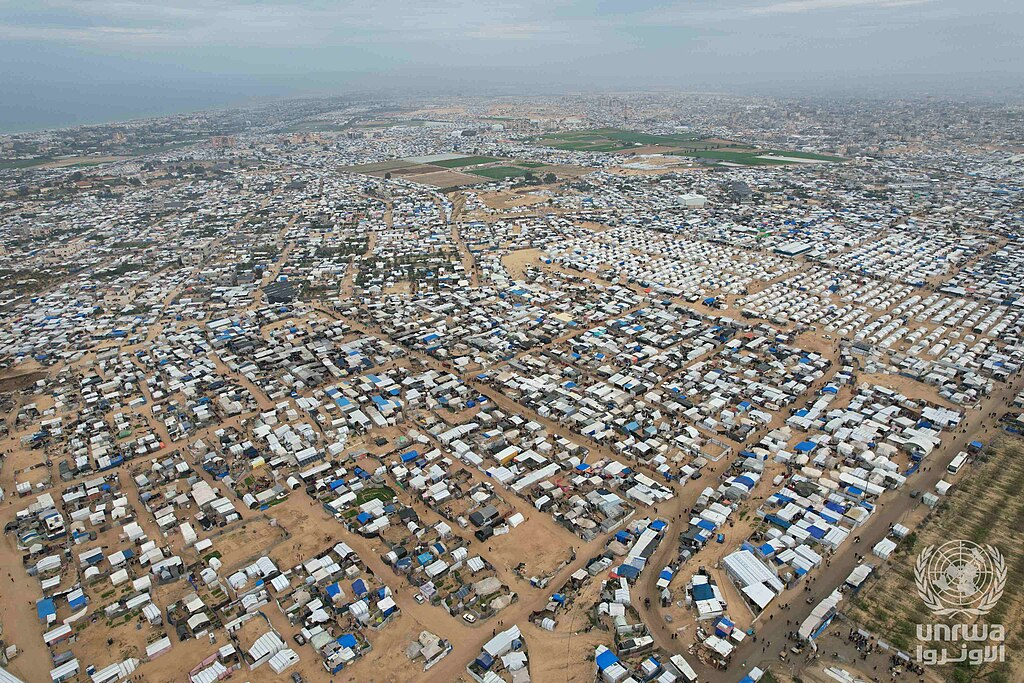
Tendas em Al-Mawasi, janeiro de 2025

Após as ordens de evacuação [en] emitidas por Israel durante a Guerra de Gaza, muitas áreas de Gaza foram despovoadas, com refugiados se dirigindo principalmente para Rafah. A cidade tornou-se densamente povoada e superlotada, abrigando mais de 1,4 milhão de civis. No entanto, com a invasão de Israel, os bairros orientais também receberam ordens de evacuação. Estima-se que 950.000 civis fugiram para outras áreas do sul de Gaza designadas como seguras, incluindo o oeste de Rafah.
Quatro dias antes do ataque, a Corte Internacional de Justiça ordenou que Israel interrompesse a ofensiva em Rafah, mas Israel interpretou a ordem de forma diferente e continuou suas operações.
Apesar da indignação global e dos apelos de autoridades governamentais de todo o mundo para interromper a ofensiva em Rafah, menos de 48 horas após o Massacre de Tel al-Sultan, Israel bombardeou o campo de refugiados de Al-Mawasi em uma zona de evacuação civil designada, matando pelo menos 21 pessoas, mais da metade delas mulheres e meninas.

## Ataque e consequências
Em 28 de maio de 2024, um grupo de tendas foi atingido por projéteis na zona humanitária designada de Al-Mawasi. Os serviços de emergência de Gaza afirmaram que se tratava de fogo de tanque, enquanto a Wafa informou que foi um ataque aéreo israelense. Segundo o Ministério da Saúde de Gaza, 21 pessoas foram mortas e 64 ficaram feridas.
A repórter da Al Jazeera Hind Khoudary [en] afirmou que 13 das 21 vítimas eram mulheres e meninas.
Após o ataque, várias organizações de ajuda humanitária nessa parte da cidade foram forçadas a encerrar suas operações e transferi-las para outras áreas da Faixa de Gaza, incluindo o hospital de campanha Al Quds, administrado pela Sociedade do Crescente Vermelho Palestino, uma clínica apoiada pela Médicos Sem Fronteiras e cozinhas geridas pela World Central Kitchen.
Os palestinos relataram outro ataque em Al-Mawasi em 13 de junho, realizado por barcos da Marinha de Israel com metralhadoras pesadas.

## Reações
- Finlândia: A Ministra das Relações Exteriores da Finlândia, Elina Valtonen [en], declarou em uma postagem no X: "Devastada com as notícias de Rafah sobre ataques israelenses que mataram dezenas de civis, incluindo crianças pequenas. A Finlândia tem instado consistentemente Israel a evitar atacar Rafah, onde há um grande número de pessoas deslocadas. As ordens da CIJ e o direito internacional humanitário devem ser respeitados por todas as partes."[17]
- O secretário-geral da Médicos Sem Fronteiras, Chris Lockyear, afirmou: "Civis estão sendo massacrados. Eles são forçados a ir para áreas informadas como seguras, apenas para serem submetidos a bombardeios implacáveis e combates intensos."[19]
- Dezenove grupos de ajuda humanitária declararam em comunicado conjunto: "À medida que os ataques israelenses se intensificam em Rafah, o fluxo imprevisível de ajuda para Gaza criou uma ilusão de melhoria no acesso, enquanto a resposta humanitária está, na realidade, à beira do colapso."[19][24][25]